# Morze Kaspijskie

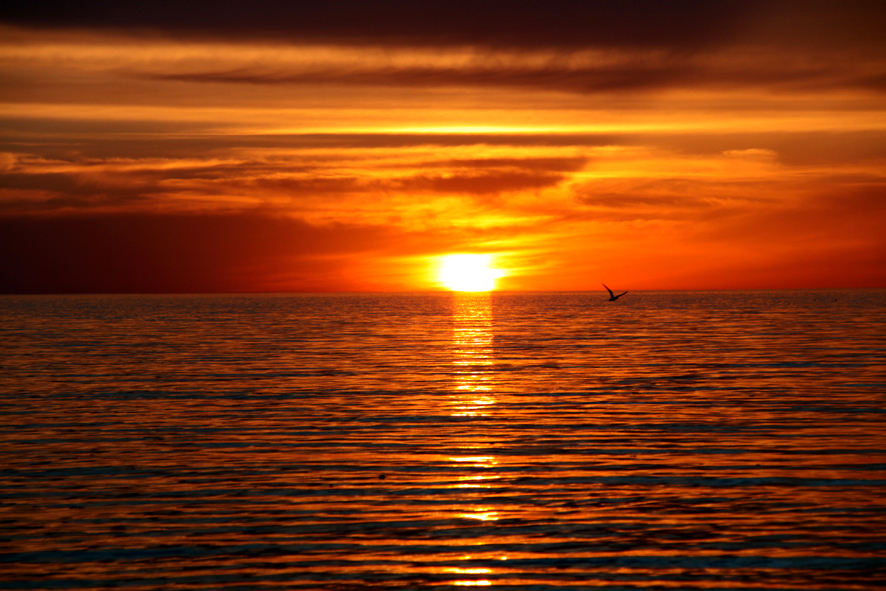
Zachód słońca nad Morzem Kaspijskim

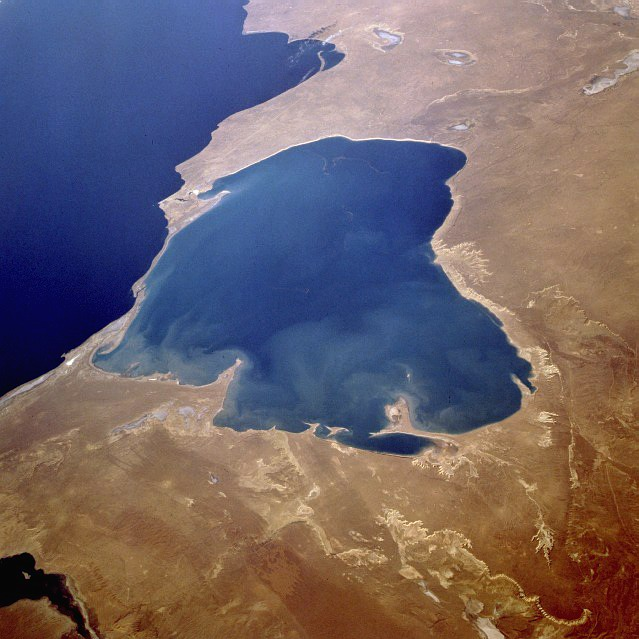
Zatoka Kara Bogaz Goł (zdj. satelitarne)

Morze Kaspijskie (pers. ‏دریای خزر‎, Darja-je Chazar; ros. Каспийское море, Kaspijskoje morie; azer. Xəzər dənizi; kaz. Каспий теңізі, Kaspij tengyzy; turkm. Hazar deňzi) – bezodpływowe słone jezioro reliktowe znajdujące się w Azji i (w części północnej) w Europie.
Jest największym jeziorem świata, z powierzchnią wynoszącą ok. 370 tys. km² (zmieniającą się wskutek wahań poziomu wody, w 1930 roku sięgała 442 tys. km²). Maksymalna głębokość Morza Kaspijskiego to 1025 m. Podczas gdy jego wody na jego północnych krańcach są słodkie, zasolenie w części środkowej i południowej sięga 10–13‰, a w  zamkniętej zatoce Kara-Bogaz-Goł nawet 300‰. Czas wymiany wód wynosi 250 lat. 

## Historia
Dawniej akwen nosił różne nazwy: Morze Hyrkańskie (stgr. Υρκανία θάλαττα), Morze Azarskie i Morze Kwalijskie. W starożytności i przez znaczną część średniowiecza powszechnie uważano, że Morze Kaspijskie stanowi zatokę wielkiego oceanu północnego (pogląd taki głosili m.in. Eratostenes, Strabon, Pomponiusz Mela, Izydor z Sewilli). Nazwy „Kaspijskie” (Κασπίη θάλασσα) używał natomiast Herodot, który pisał:

Morze Kaspijskie jest morzem osobnym i nie łączy się z innym morzem. Bo np. całe morze, po którym jeżdżą Hellenowie, dalej morze leżące poza Słupami Heraklesa, tak zwane Atlantyckie, i Morze Czerwone – tworzą jedną całość. Morze Kaspijskie zaś jest inne, samo dla siebie; długość jego wynosi dla posługującego się wiosłem piętnaście dni jazdy, a szerokość, tam gdzie jest stosunkowo najszersze – osiem dni jazdy.

Morze Kaspijskie, tak jak Morze Śródziemne i Morze Czarne, jest reliktem Oceanu Tetydy (zob. Morze Sarmackie). Ponieważ zasilane jest rzekami, poziom wody podnosił się i opadał znacząco wiele razy, a w suchych okresach wysychało odkładając na dnie pokłady soli, pokryte później osadami naniesionymi przez wiatr. Niektórzy rosyjscy historycy (I.P. Gierasimow i K.K Markow) utrzymują, że podniesienie się poziomu wody w morzu w średniowieczu spowodowało wielką powódź na obszarach nadbrzeżnych. W latach 1929–1941 poziom wody w Morzu Kaspijskim gwałtownie spadł z -25,88 do -27,84 m. Od 1978 roku poziom wody stale wzrastał i w 1995 roku osiągnął -26,7 m, a od 1996 roku obserwuje się jego stały spadek, który na początku XXI w. utrzymywał się na średnim poziomie ≈0,75 m w ciągu 10 lat.
Ocenia się, że obniżenie poziomu Morza Kaspijskiego wynika m.in. ze wzmożonego parowania związanego ze wzrostem temperatur, a także z zakłóceń w dopływie rzek Wołgi i Ural – na samej Wołdze Rosja zbudowała 40 zapór wodnych.
W 2018 podpisano Konwencję o Statusie Prawnym Morza Kaspijskiego.

## Geografia
Do Morza Kaspijskiego dostęp ma pięć państw:
- Kazachstan
- Rosja
- Turkmenistan
- Iran
- Azerbejdżan[1].

Dlatego czasami jest ono nazywane „morzem współpracy”.
Średnia głębokość w północnej części wynosi 5–6 m, w środkowej 190 m, w południowej głębokość osiąga ponad 1 km.
Wyspy Morza Kaspijskiego mają łączną powierzchnię ok. 2000 km². Największe z nich:
- Wyspy Focze (ok. 130 km², Kazachstan)
- Czeczeń (ok. 55 km², Rosja)
- Ogurjaly (ok. 45 km², Turkmenistan)
- Bakı arxipelaqı (Azerbejdżan)

W Morzu Kaspijskim żyją jesiotry, których ikra ceniona jest na całym świecie ze względu na walory smakowe – jest to jeden z lepszych rodzajów kawioru. Populacji jesiotrów grozi wyginięcie z powodu przełowienia i zanieczyszczeń wody spowodowanych wydobyciem ropy w Zagłębiu Bakijskim, dlatego organizacje ekologiczne starają się o zakaz połowów tych ryb do czasu, aż ich populacja powróci do równowagi.
Region Morza Kaspijskiego jest ważny dla światowej gospodarki ze względu na znajdujące się na jego dnie duże złoża ropy. Stało się to przyczyną sporu o podział wód między pięć nadbrzeżnych państw.
Do Morza Kaspijskiego wpadają rzeki Kura, Ural i Wołga. Żegluga między Morzem Kaspijskim a Azowskim możliwa jest przez Kanał Wołga-Don, między Morzem Kaspijskim a Bałtykiem przez Kanał Wołżańsko-Bałtycki, a z Morzem Białym przez Kanał Białomorsko-Bałtycki.
Większe miasta leżące nad Morzem Kaspijskim:
- Baku 2065 tys. (Azerbejdżan)
- Machaczkała 578 tys. (Rosja)
- Raszt 557 tys. (Iran)
- Astrachań 521 tys. (Rosja)
- Sumgait 280 tys. (Azerbejdżan)
- Sari 261 tys. (Iran)
- Babol 201 tys. (Iran)
- Amol 200 tys. (Iran)
- Atyrau 200 tys. (Kazachstan)
- Aktau 156 tys. (Kazachstan)
- Derbent 120 tys. (Rosja)
- Kaspijsk 104 tys. (Rosja)
- Turkmenbaszy 74 tys. (Turkmenistan)

Większe zatoki na Morzu Kaspijskim:
- Zatoka Kara Bogaz Goł (Turkmenistan)
- Zatoka Kazachska (Kazachstan)
- Zatoka Mangyszłacka (Kazachstan)
- Zatoka Komsomolec (Kazachstan)
- Zatoka Kizlarska (Rosja)
- Zatoka Qızılağac (Azerbejdżan)
- Zatoka Bakijska (Azerbejdżan)
- Zatoka Turkmeńska (Turkmenistan)
- Zatoka Türkmenbaşy (Turkmenistan)

Większe rzeki wpadające do Morza Kaspijskiego:
- Wołga (Rosja) 80% wód wpływających
- Kuma (Rosja)
- Terek (Rosja)
- Kura (Azerbejdżan)
- Qezel Uzan (Iran)
- Atrek (Turkmenistan, Iran)
- Emba (Kazachstan)
- Ural (Kazachstan)